# Glukagon
Glukagon je hormon gušterače koji sudjeluje u metabolizmu ugljikohidrata. Po kemijskoj strukturi glukagon je polipeptid koji se sastoji od 29 aminokiselina. Znanstvenici Kimball i Murlin su 1923.g. prvi opisali glukagon. 
Glukagon se stvara u gušterači (alfa stanice Langerhasovih otočića), a izlučuje se u krvotok kada je niska razina glukoze u krvi (hipoglikemija). Glukagon u jetri djeluje tako uzrokuje razgradnju pohranjenog glikogen u glukozu koja se otpušta u krv. Glukagon djeluje suprotno od inzulina, koji omogućuje ulaz glukoze u stanice. Glukagon potiče i na lučenje inzulina, kako bi glukoza u krvi mogla ući u stanice tkiva koje ne mogu uzimati glukozu bez djelovanja inzulina.

## Fiziologija

### Stvaranje
Hormone se sintetizira i izlučuje iz alfa stanica (α-stanice) Langerhansovih otočića, koji se nalaze u endokrinom dijelu gušterače.

### Mehanizmi regulacije
Pojačano lučenje glukagona uzrokuju:
- smanjenje koncentracije glukoze u krvi
- povećanje lučenja kateholamina - noradrenalin i adrenalin
- povećanje koncentracije aminokiselina u krvi
- simpatički živčani sustav
- acetilkolin
- kolecistokinin

Smanjeno lučenje glukogona uzrokuju:
- somatostatin
- inzulin
- povećane koncentracije slobodnih masnih kiselina i ketonskih kiselina u krvi
- povećano stvaranje ureje

### Funkcija
Glukagon održava razinu glukoze u krvi, vežući se na glukagonski receptor na hepatocitima, što uzrokuje da jetra otpušta u krv glukozu koja je u njenim stanicama pohranjena u obliku glikogena, u procesu koji se naziva glikogenoliza. Nakon što se isprazne zalihe glikogena, glukagon stimulira jetru da počne stvarati dodatne količine glukoze u procesu koji se naziva glukoneogeneza. Oba ova procesa sprečavaju razvoj hipoglikemije. 

### Mehanizam djelovanja
Glukagon se veže na glukagonski receptor, koji je receptor s G-proteinom, a nalazi se na staničnoj membrani. Promjene konformacije u receptoru aktiviraju G-protein, heterotrimerski protein, s α, β, i γ podjedinicama. Kao posljedica supstitucije GDP molekule, s GTP molekulom, podjedinice se raspadnu, a alfa podjedinica aktivira sljedeći enzim u kaskadi, adenil-ciklaza.
Adenil-ciklaza stvara cAMP (ciklički adenozin-monofosfat) koji aktivira regulacijsku bjelančevinu protein kinaze A, koja aktivira protein kinazu A (cAMP-ovisna proteinska kinaza). Ovaj enzim aktivira kinazu fosforilaze B, koja pretvara fosforilazu B u fosforilazu A. Fosforilaza A pospješuje ragradnju glikogena u glukoza-1-fosfat. Glukoza-1-fosfat se defosforilira i otpušta u krv iz jetrenih stanica. 

## Patologija
Glukagonom je tumor gušterače koji svojim pretjeranim izlučivanje glukagona, uzokuju povećanu koncentraciju glukagona u krvi i stvara prepoznatljiv sindrom: nekrolitički migrirajući eritem (specifični dermatitis), netolerancija glukoze, anemija i gubitak na tjelesnoj težini.

## Primjena
Glukagon se koristi kod bolesnika u teškim hipoglikemijama koje ne mogu uzimati glukozu oralno (npr. osobe bez svijesti).